# NAV1
NAV1‏ (Neuron navigator 1) هوَ بروتين يُشَفر بواسطة جين NAV1 في الإنسان.